# Ekstraklasa w piłce nożnej (2009/2010)/Wyniki spotkań

## Runda jesienna (31 lipca – 13 grudnia)

### 1. kolejka (31 lipca – 2 sierpnia)
| 31 lipca 2009 17:45 | Polonia Bytom · Szymon Sawala 72' | 1:00:0 | GKS Bełchatów        | Stadion im. Edwarda Szymkowiaka Bytom, Polska Widzów: 5000 Sędzia: Adam Kajzer |
|                     |                                   |        | kartki: · Mate Lacić |                                                                                |

| 31 lipca 2009 20:00 | Lechia Gdańsk · Karol Piątek 23', 45' (k) | 2:1 | Arka Gdynia · 13' Marcin Wachowicz | Stadion MOSiR Gdańsk, Polska Widzów: 12 500 Sędzia: Szymon Marciniak |
|                     | kartki: · Marcin Kaczmarek · Karol Piątek |     | kartki: · Bartosz Ława             |                                                                      |

| 1 sierpnia 2009 15:30 | Wisła Kraków · Arkadiusz Głowacki 20' · Wojciech Łobodziński 24' | 2:0 | Ruch Chorzów | Stadion Ludowy Sosnowiec, Polska Widzów: 1500 Sędzia: Hubert Siejewicz |
|                       | kartki: · Arkadiusz Głowacki                                     |     |              |                                                                        |

| 1 sierpnia 2009 17:00 | Jagiellonia Białystok · Tomasz Frankowski 51' · Kamil Grosicki 66' | 2:10:1 | Odra Wodzisław Śląski · 44' Piotr Piechniak                             | Stadion Miejski Białystok, Polska Widzów: 5000 Sędzia: Włodzimierz Bartos |
|                       |                                                                    |        | kartki: · Łukasz Pielorz · Bartłomiej Chwalibogowski · Aleksander Kwiek |                                                                           |

| 1 sierpnia 2009 19:15 | Śląsk Wrocław · Sebastian Dudek 4' · Krzysztof Wołczek 78' | 2:01:0 | Cracovia                                                   | Stadion Oporowska Wrocław, Polska Widzów: 7000 Sędzia: Adam Lyczmański |
|                       | kartki: · Antoni Łukasiewicz · Sebastian Dudek             |        | kartki: · Piotr Polczak · Sławomir Szeliga · Konrad Cebula |                                                                        |

| 2 sierpnia 2009 17:00 | Piast Gliwice · Roman Maciejak 69'          | 1:30:0 | Lech Poznań · 51' Sławomir Peszko · 59' Hernán Rengifo · 66' Jakub Wilk | Stadion Piasta Gliwice, Polska Widzów: 4500 Sędzia: Marcin Borski |
|                       | kartki: · Sebastian Olszar · Roman Maciejak |        | kartki: · Bartosz Bosacki · Manuel Arboleda                             |                                                                   |

| 2 sierpnia 2009 19:15 | Korona Kielce · Edi Andradina 34' · Krzysztof Gajtkowski 42' · Jacek Markiewicz 61' · Cezary Wilk 85' | 4:02:0 | Polonia Warszawa          | Stadion Miejski Kielce, Polska Widzów: 12 574 Sędzia: Dawid Piasecki |
|                       | kartki: · Mariusz Zganiacz · Krzysztof Gajtkowski                                                     |        | kartki: · Radosław Majdan |                                                                      |

| 2 sierpnia 2009 19:15 | Legia Warszawa · Szymon Kapias 32' (sam.) · Adrian Paluchowski 48', 62' · Artur Jędrzejczyk 67' | 4:01:0 | Zagłębie Lubin            | Stadion Wojska Polskiego Warszawa, Polska Widzów: 5000 Sędzia: Paweł Gil |
|                       |                                                                                                 |        | kartki: · Ilijan Micanski |                                                                          |

### 2. kolejka (7 – 9 sierpnia)
| 7 sierpnia 2009 17:45 | Cracovia · Piotr Polczak 28' · Jakub Kaszuba 53'                                                | 2:61:3 | Lechia Gdańsk · 6' Marcin Kaczmarek · 15' Piotr Wiśniewski · 31' (k) Hubert Wołąkiewicz · 63' Maciej Rogalski · 71', 74' Paweł Nowak | Stadion Ludowy Sosnowiec, Polska Widzów: bez udziału publiczności Sędzia: Mariusz Trofimiec |
|                       | kartki: · Bartosz Ślusarski · Sławomir Szeliga · Marcin Cabaj · Łukasz Tupalski · Dawid Dynarek |        | kartki: · Paweł Nowak · Marko Bajić · Peter Čvirik                                                                                   |                                                                                             |

| 7 sierpnia 2009 20:00 | Zagłębie Lubin · David Caiado 90' | 1:40:2 | Wisła Kraków · 1' Marcelo Guedes · 27', 81' Patryk Małecki · 69' (sam.) Łukasz Jasiński            | Dialog Arena Lubin, Polska Widzów: 10 215 Sędzia: Dawid Piasecki |
|                       | kartki: · Costa Nhamoinesu        |        | kartki: · Piotr Brożek · Wojciech Łobodziński · Radosław Sobolewski · Júnior Díaz · Marcelo Guedes |                                                                  |

| 8 sierpnia 2009 16:30 | Odra Wodzisław Śląski                      | 0:1 | Polonia Bytom · 9' Miroslav Barčík | Stadion Aleja Wodzisław Śląski, Polska Widzów: 3000 Sędzia: Marcin Szulc |
|                       | kartki: · Piotr Piechniak · Marcin Wodecki |     | kartki: · Szymon Sawala            |                                                                          |

| 8 sierpnia 2009 18:15 | GKS Bełchatów · Mariusz Ujek 53' | 1:10:1 | Jagiellonia Białystok · 31' Bruno Coutinho Martins | Stadion GKS Bełchatów, Polska Widzów: 3500 Sędzia: Mirosław Górecki |
|                       | kartki: · Maciej Małkowski       |        | kartki: · Igor Lewczuk                             |                                                                     |

| 8 sierpnia 2009 18:45 | Ruch Chorzów · Rafał Grodzicki 26' · Artur Sobiech 53'                        | 2:01:0 | Piast Gliwice            | Stadion Ruchu Chorzów, Polska Widzów: 9000 Sędzia: Piotr Siedlecki |
|                       | kartki: · Krzysztof Nykiel · Grzegorz Baran · Artur Sobiech · Rafał Grodzicki |        | kartki: · Jakub Szmatuła |                                                                    |

| 9 sierpnia 2009 14:45 | Polonia Warszawa · Filip Iwanowski 47' · Marcelo Sarvas 90' · Daniel Gołębiewski 90' | 3:20:1 | Śląsk Wrocław · 37' Marek Gancarczyk · 77' (k) Sebastian Dudek | Stadion Polonii Warszawa, Polska Widzów: 2500 Sędzia: Paweł Gil |
|                       | kartki: · Igor Kozioł · Marcelo Sarvas                                               |        | kartki: · Piotr Celeban · Janusz Gancarczyk · Tomasz Szewczuk  |                                                                 |

| 9 sierpnia 2009 17:00 | Arka Gdynia                              | 0:10:0 | Legia Warszawa · 84' Maciej Rybus                               | Stadion GOSiR Gdynia, Polska Widzów: 7000 Sędzia: Tomasz Mikulski |
|                       | kartki: · Michał Płotka · Adrian Mrowiec |        | kartki: · Jakub Rzeźniczak · Marcin Komorowski · Maciej Iwański |                                                                   |

| 9 sierpnia 2009 17:00 | Korona Kielce                                          | 0:50:2 | Lech Poznań · 3' (sam.) Łukasz Nawotczyński · 20' Sławomir Peszko · 58' Jakub Wilk · 85', 87' Robert Lewandowski | Stadion Miejski Kielce, Polska Widzów: 15 500 Sędzia: Hubert Siejewicz |
|                       | kartki: · Łukasz Nawotczyński · Paulius Paknys · Edson |        | kartki: · Dimitrije Injac                                                                                        |                                                                        |

### 3. kolejka (14 sierpnia – 16 sierpnia)
| 14 sierpnia 2009 17:45 | Ruch Chorzów · Artur Sobiech 20'           | 1:0 | Arka Gdynia                | Stadion Ruchu Chorzów, Polska Widzów: 8000 Sędzia: Daniel Stefański |
|                        | kartki: · Krzysztof Nykiel · Artur Sobiech |     | kartki: · Marcin Budziński |                                                                     |

| 14 sierpnia 2009 20:00 | Śląsk Wrocław · Tomasz Szewczuk 35' · Krzysztof Wołczek 73' | 2:11:1 | Polonia Bytom · 40' Grzegorz Podstawek | Stadion Oporowska Wrocław, Polska Widzów: 7000 Sędzia: Marcin Borski |
|                        | kartki: · Sebastian Mila                                    |        | kartki: · Szymon Sawala                |                                                                      |

| 15 sierpnia 2009 14:45 | Piast Gliwice · Kamil Wilczek 17', 54' · Kamil Glik 34' · Sebastian Olszar 72' | 4:12:1 | Zagłębie Lubin · 9' Ilijan Micanski             | Stadion Piasta Gliwice, Polska Widzów: 3000 Sędzia: Artur Radziszewski |
|                        | kartki: · Tomasz Podgórski · Maciej Michniewicz                                |        | kartki: · Piotr Świerczewski · Przemysław Kocot |                                                                        |

| 15 sierpnia 2009 17:00 | Jagiellonia Białystok · Igor Lewczuk 33' · Tomasz Frankowski 85' | 2:01:0 | Korona Kielce                                                                     | Stadion Miejski Białystok, Polska Widzów: 5500 Sędzia: Sebastian Jarzębak |
|                        | kartki: · Krzysztof Król · Pavol Staňo                           |        | kartki: · Jacek Markiewicz · Krzysztof Gajtkowski · Dariusz Łatka · Edi Andradina |                                                                           |

| 15 sierpnia 2009 19:15 | Legia Warszawa                                 | 0:0 | Cracovia                                                          | Stadion Wojska Polskiego Warszawa, Polska Widzów: 3500 Sędzia: Robert Małek |
|                        | kartki: · Marcin Komorowski · Jakub Rzeźniczak |     | kartki: · Arkadiusz Baran · Dariusz Pawlusiński · Łukasz Tupalski |                                                                             |

| 15 sierpnia 2009 20:45 | Wisła Kraków · Arkadiusz Głowacki 27' (k) · Paweł Brożek 30' · Marcelo Guedes 73' | 3:02:0 | GKS Bełchatów                                                | Stadion Ludowy Sosnowiec, Polska Widzów: 3000 Sędzia: Paweł Gil |
|                        | kartki: · Patryk Małecki                                                          |        | kartki: · Patryk Rachwał · Marek Szyndrowski · Tomasz Wróbel |                                                                 |

| 16 sierpnia 2009 18:45 | Lechia Gdańsk                                                             | 0:20:0 | Odra Wodzisław Śląski · 81' Daniel Bueno · 90' Tomas Radzinevičius | Stadion MOSiR Gdańsk, Polska Widzów: 12 000 Sędzia: Hubert Siejewicz |
|                        | kartki: · Piotr Wiśniewski · Peter Čvirik · Ivans Lukjanovs · Marko Bajić |        | kartki: · Robert Kłos · Jacek Kuranty                              |                                                                      |

| 16 sierpnia 2009 19:15 | Lech Poznań · Hernan Rengifo 24' · Sławomir Peszko 55'     | 2:41:1 | Polonia Warszawa · 37' Marcelo Sarvas · 48' Tomasz Jodłowiec · 85' Milan Nikolić · 90' Filip Ivanovski | Stadion Główny Wronki, Polska Widzów: 5000 Sędzia: Kenji Ogiya |
|                        | kartki: · Dimitrije Injac · Marcin Kikut · Sławomir Peszko |        | kartki: · Jarosław Lato                                                                                |                                                                |

### 4. kolejka (21 sierpnia – 23 sierpnia)
| 21 sierpnia 2009 17:45 | Zagłębie Lubin                                                                                         | 0:1 | Ruch Chorzów · 19' (k) Wojciech Grzyb                                          | Dialog Arena Lubin, Polska Widzów: 7000 Sędzia: Kenji Ogiya |
|                        | kartki: · Fernando Dinis · Piotr Świerczewski · Robert Kolendowicz · Michał Goliński · Ilijan Micanski |     | kartki: · Maciej Scherfchen · Wojciech Grzyb · Rafał Grodzicki · Maciej Sadlok |                                                             |

| 21 sierpnia 2009 20:00 | Arka Gdynia             | 0:1 | Wisła Kraków · 45' (sam.) Adrian Mrowiec | Stadion GOSiR Gdynia, Polska Widzów: 6000 Sędzia: Hubert Siejewicz |
|                        | kartki: · Michał Płotka |     | kartki: · Patryk Małecki                 |                                                                    |

| 22 sierpnia 2009 14:45 | GKS Bełchatów                                                       | 0:1 | Piast Gliwice · 26' Daniel Iwan                            | Stadion GKS Bełchatów, Polska Widzów: 3000 Sędzia: Marcin Borski |
|                        | kartki: · Mate Lacić · Jacek Popek · Jakub Tosik · Maciej Małkowski |     | kartki: · Jakub Szmatuła · Mariusz Muszalik · Jakub Biskup |                                                                  |

| 22 sierpnia 2009 17:00 | Polonia Bytom · Grzegorz Podstawek 45' | 1:0 | Korona Kielce | Stadion im. Edwarda Szymkowiaka Bytom, Polska Widzów: 5000 Sędzia: Marek Karkut |
|                        | kartki: · Marek Bažík                  |     |               |                                                                                 |

| 22 sierpnia 2009 18:15 | Jagiellonia Białystok · Bruno Coutinho Martins 20' · Marco Reich 79' | 2:01:0 | Śląsk Wrocław                                     | Stadion Miejski Białystok, Polska Widzów: 5600 Sędzia: Robert Małek |
|                        | kartki: · Pavol Staňo                                                |        | kartki: · Krzysztof Ulatowski · Janusz Gancarczyk |                                                                     |

| 22 sierpnia 2009 19:15 | Polonia Warszawa | 0:1 | Lechia Gdańsk · 20' Arkadiusz Mysona                      | Stadion Polonii Warszawa, Polska Widzów: 3500 Sędzia: Adam Kajzer |
|                        |                  |     | kartki: · Marcin Kaczmarek · Łukasz Surma · Krzysztof Bąk |                                                                   |

| 23 sierpnia 2009 14:45 | Cracovia · Paweł Sasin 69' | 1:00:0 | Lech Poznań            | Stadion Ludowy Sosnowiec, Polska Widzów: bez udziału publiczności Sędzia: Marcin Szulc |
|                        | kartki: · Arkadiusz Baran  |        | kartki: · Marcin Kikut |                                                                                        |

| 23 sierpnia 2009 16:45 | Odra Wodzisław Śląski · Piotr Piechniak 75'             | 1:00:0 | Legia Warszawa                | Stadion Aleja Wodzisław Śląski, Polska Widzów: 5500 Sędzia: Paweł Gil |
|                        | kartki: · Bartłomiej Chwalibogowski · Marcin Malinowski |        | kartki: · Iñaki Astiz Ventura |                                                                       |

### 5. kolejka (28 sierpnia – 30 sierpnia)
| 28 sierpnia 2009 17:45 | Piast Gliwice · Sebastian Olszar 13' · Paweł Gamla 68' | 2:11:0 | Odra Wodzisław Śląski · 51' Marcin Wodecki                                    | Stadion Piasta Gliwice, Polska Widzów: 4000 Sędzia: Szymon Marciniak |
|                        | kartki: · Kamil Glik                                   |        | kartki: · Aleksander Kwiek · Piotr Piechniak · Marcin Dymkowski · Robert Kłos |                                                                      |

| 28 sierpnia 2009 20:00 | Legia Warszawa · Sebastian Szałachowski 18'    | 1:0 | Polonia Bytom | Stadion Wojska Polskiego Warszawa, Polska Widzów: 4500 Sędzia: Kenji Ogiya |
|                        | kartki: · Marcin Mięciel · Iñaki Astiz Ventura |     |               |                                                                            |

| 29 sierpnia 2009 14:45 | Ruch Chorzów · Artur Sobiech 39' · Andrzej Niedzielan 74' | 2:01:0 | Polonia Warszawa                                                                  | Stadion Ruchu Chorzów, Polska Widzów: 8000 Sędzia: Paweł Gil |
|                        | kartki: · Piotr Stawarczyk · Grzegorz Baran · Pavol Baláž |        | kartki: · Igor Kozioł · Piotr Dziewicki · Tomasz Jodłowiec · Sebastian Przyrowski |                                                              |

| 29 sierpnia 2009 16:00 | Wisła Kraków · Júnior Díaz 21' · Paweł Brożek 30' | 2:12:0 | Jagiellonia Białystok · 82' (sam.) Mariusz Pawełek | Stadion Ludowy Sosnowiec, Polska Widzów: 1500 Sędzia: Tomasz Mikulski |
|                        | kartki: · Mariusz Pawełek                         |        | kartki: · Bruno · Marco Reich                      |                                                                       |

| 29 sierpnia 2009 17:00 | Lechia Gdańsk · Maciej Rogalski 55' (k) | 1:10:1 | Śląsk Wrocław · 45' Marek Gancarczyk                               | Stadion MOSiR Gdańsk, Polska Widzów: 12 000 Sędzia: Piotr Siedlecki |
|                        |                                         |        | kartki: · Krzysztof Wołczek · Marek Gancarczyk · Janusz Gancarczyk |                                                                     |

| 29 sierpnia 2009 19:15 | Korona Kielce · Edi Andradina 47'                         | 1:10:1 | Cracovia · 13' Radosław Matusiak             | Stadion Miejski Kielce, Polska Widzów: 8848 Sędzia: Marcin Borski |
|                        | kartki: · Dariusz Łatka · Mariusz Zganiacz · Kamil Kuzera |        | kartki: · Tomasz Moskała · Radosław Matusiak |                                                                   |

| 30 sierpnia 2009 14:45 | Zagłębie Lubin           | 0:20:1 | Arka Gdynia · 42' Przemysław Trytko · 84' Bartosz Ława | Dialog Arena Lubin, Polska Widzów: 8529 Sędzia: Robert Małek |
|                        | kartki: · Michał Stasiak |        | kartki: · Tadas Labukas                                |                                                              |

| 30 sierpnia 2009 16:45 | Lech Poznań · Robert Lewandowski 59' · Hernán Rengifo 75'     | 2:20:1 | GKS Bełchatów · 33' Jacek Popek · 50' Mateusz Cetnarski                                                 | Stadion Główny Wronki, Polska Widzów: 3500 Sędzia: Hubert Siejewicz |
|                        | kartki: · Bartosz Bosacki · Seweryn Gancarczyk · Semir Štilić |        | kartki: · Mate Lacić · Jacek Popek · Marek Szyndrowski · Patryk Rachwał · Janusz Gol · Maciej Małkowski |                                                                     |

### 6. kolejka (11 września – 13 września)
| 11 września 2009 17:45 | Odra Wodzisław Śląski                                                    | 0:20:1 | Korona Kielce · 27' Paweł Sobolewski · 65' Édson | Stadion Aleja Wodzisław Śląski, Polska Widzów: 3000 Sędzia: Artur Radziszewski |
|                        | kartki: · Marcin Dymkowski · Adam Mójta · Jacek Kuranty · Marcin Wodecki |        | kartki: · Cezary Wilk · Ernest Konon             |                                                                                |

| 11 września 2009 20:00 | Polonia Bytom · Grzegorz Podstawek 35', 45' · Jacek Trzeciak 80', 83' (k) | 4:02:0 | Piast Gliwice                                      | Stadion im. Edwarda Szymkowiaka Bytom, Polska Widzów: 5500 Sędzia: Robert Małek |
|                        | kartki: · Peter Hricko                                                    |        | kartki: · Kamil Glik · Paweł Gamla · Kamil Wilczek |                                                                                 |

| 12 września 2009 14:45 | GKS Bełchatów · Jakub Tosik 54' · Mariusz Ujek 88' | 2:10:0 | Ruch Chorzów · 78' Tomasz Brzyski | Stadion GKS Bełchatów, Polska Widzów: 3500 Sędzia: Marcin Szulc |
|                        |                                                    |        |                                   |                                                                 |

| 12 września 2009 17:00 | Cracovia · Dariusz Pawlusiński 27' | 1:11:0 | Arka Gdynia · 55' Bartosz Ława | Stadion Ludowy Sosnowiec, Polska Widzów: 1350 Sędzia: Paweł Gil |
|                        |                                    |        | kartki: · Przemysław Trytko    |                                                                 |

| 12 września 2009 18:15 | Śląsk Wrocław               | 0:0 | Legia Warszawa | Stadion Oporowska Wrocław, Polska Widzów: 8500 Sędzia: Mirosław Górecki |
|                        | kartki: · Krzysztof Wołczek |     |                |                                                                         |

| 12 września 2009 19:15 | Jagiellonia Białystok · Tomasz Frankowski 11' · Remigiusz Jezierski 20' | 2:32:2 | Lech Poznań · 27' Robert Lewandowski · 43' Sławomir Peszko · 88' Manuel Arboleda | Stadion Miejski Białystok, Polska Widzów: 5600 Sędzia: Dawid Piasecki |
|                        | kartki: · Andrius Skerla · Alexis Norambuena                            |        | kartki: · Robert Lewandowski                                                     |                                                                       |

| 13 września 2009 14:45 | Polonia Warszawa | 0:10:0 | Zagłębie Lubin · 77' Dariusz Jackiewicz | Stadion Polonii Warszawa, Polska Widzów: 3000 Sędzia: Hubert Siejewicz |
|                        |                  |        |                                         |                                                                        |

| 13 września 2009 16:45 | Lechia Gdańsk                           | 0:10:0 | Wisła Kraków · 60' Patryk Małecki                             | Stadion MOSiR Gdańsk, Polska Widzów: 12500 Sędzia: Marcin Borski |
|                        | kartki: · Marko Bajić · Maciej Rogalski |        | kartki: · Pablo Álvarez · Radosław Sobolewski · Mauro Cantoro |                                                                  |

### 7. kolejka (19 września – 20 września)
| 20 września 2009 16:45 | Wisła Kraków · Piotr Ćwielong 84' | 1:10:1 | Polonia Bytom · 16' Marek Bažík | Stadion Ludowy Sosnowiec, Polska Widzów: 2000 Sędzia: Hubert Siejewicz |
|                        | kartki: · Júnior Díaz             |        | kartki: · Tomasz Nowak          |                                                                        |

| 19 września 2009 17:00 | Korona Kielce · Edi Andradina 78' | 1:1 | Śląsk Wrocław · 89' Vuk Sotirović                                                                                    | Stadion Miejski Kielce, Polska Widzów: 11 254 Sędzia: Robert Małek |
|                        | kartki: · Aleksandar Vuković      |     | kartki: · Tadeusz Socha · Mariusz Pawelec · Krzysztof Ulatowski · Janusz Gancarczyk · Sebastian Mila · Piotr Celeban |                                                                    |

| 19 września 2009 17:00 | Lech Poznań · Jakub Wilk 18'          | 1:0 | Odra Wodzisław Śląski                                                       | Stadion Główny Wronki, Polska Widzów: 4000 Sędzia: Paweł Gil |
|                        | kartki: · Semir Štilić · Ján Zápotoka |     | kartki: · Tomas Radzinevičius · Bartłomiej Chwalibogowski · Piotr Piechniak |                                                              |

| 19 września 2009 19:15 | Ruch Chorzów · Wojciech Grzyb 13' · Andrzej Niedzielan 75'   | 2:01:0 | Cracovia                | Stadion Ruchu Chorzów, Polska Widzów: 8800 Sędzia: Marcin Borski |
|                        | kartki: · Krzysztof Pilarz · Krzysztof Nykiel · Gabor Straka |        | kartki: · Marek Wasiluk |                                                                  |

| 18 września 2009 17:45 | Zagłębie Lubin · Martins Ekwueme 51' | 1:10:0 | GKS Bełchatów · 86' (k) Dariusz Pietrasiak | Dialog Arena Lubin, Polska Widzów: 6993 Sędzia: Sebastian Jarzębak |
|                        |                                      |        | kartki: · Patryk Rachwał · Janusz Gol      |                                                                    |

| 19 września 2009 14:45 | Arka Gdynia                                  | 0:0 | Polonia Warszawa                             | Stadion GOSiR Gdynia, Polska Widzów: 5500 Sędzia: Adam Lyczmański |
|                        | kartki: · Tomasz Sokołowski · Adrian Mrowiec |     | kartki: · Błażej Telichowski · Milan Nikolić |                                                                   |

| 20 września 2009 14:45 | Piast Gliwice                | 0:0 | Jagiellonia Białystok                   | Stadion Piasta Gliwice, Polska Widzów: 3500 Sędzia: Marcin Szulc |
|                        | kartki: · Maciej Michniewicz |     | kartki: · Igor Lewczuk · Andrius Skerla |                                                                  |

| 18 września 2009 20:00 | Legia Warszawa · Takesure Chinyama 22' · Miroslav Radović 56' | 2:01:0 | Lechia Gdańsk                                                       | Stadion Wojska Polskiego Warszawa, Polska Widzów: 4000 Sędzia: Tomasz Mikulski |
|                        | kartki: · Piotr Giza                                          |        | kartki: · Jacek Manuszewski · Hubert Wołąkiewicz · Arkadiusz Mysona |                                                                                |

### 8. kolejka (25 września – 27 września)
| 26 września 2009 18:15 | Jagiellonia Białystok                      | 0:0 | Cracovia                                | Stadion Miejski Białystok, Polska Widzów: 5200 Sędzia: Marek Karkut |
|                        | kartki: · Igor Lewczuk · Tomasz Frankowski |     | kartki: · Piotr Polczak · Mariusz Sacha |                                                                     |

| 26 września 2009 17:00 | Korona Kielce · Edi Andradina 34' · Aleksandar Vuković 73' · Cezary Wilk 78' | 3:20:1 | Piast Gliwice · 18' Sebastian Olszar · 50' Mariusz Muszalik   | Stadion Miejski Kielce, Polska Widzów: 10221 Sędzia: Włodzimierz Bartos |
|                        | kartki: · Nikola Mijailović · Dariusz Łatka · Cezary Wilk · Paweł Sobolewski |        | kartki: · Maciej Michniewicz · Sławomir Szary · Kamil Wilczek |                                                                         |

| 25 września 2009 20:00 | Lechia Gdańsk · Michał Łabędzki 89' (sam.) | 1:00:0 | Zagłębie Lubin                               | Stadion MOSiR Gdańsk, Polska Widzów: 10023 Sędzia: Marcin Szulc |
|                        |                                            |        | kartki: · Szymon Kapias · Piotr Świerczewski |                                                                 |

| 25 września 2009 20:00 | Legia Warszawa · Bartłomiej Grzelak 62' · Takesure Chinyama 70' | 2:00:0 | Lech Poznań                                    | Stadion Wojska Polskiego Warszawa, Polska Widzów: 5000 Sędzia: Robert Małek |
|                        |                                                                 |        | kartki: · Bartosz Bosacki · Seweryn Gancarczyk |                                                                             |

| 26 września 2009 18:15 | Wisła Kraków · Patryk Małecki 15' · Paweł Brożek 22' | 2:1 | Polonia Warszawa · 27' (sam.) Mariusz Pawełek | Stadion Ludowy Sosnowiec, Polska Widzów: 1800 Sędzia: Paweł Gil |
|                        |                                                      |     | kartki: · Adrian Mierzejewski · Łukasz Trałka |                                                                 |

| 27 września 2009 14:45 | Śląsk Wrocław                                  | 0:0 | Ruch Chorzów                                                | Stadion Oporowska Wrocław, Polska Widzów: 5500 Sędzia: Tomasz Mikulski |
|                        | kartki: · Krzysztof Ulatowski · Kamil Biliński |     | kartki: · Ariel Jakubowski · Tomasz Brzyski · Artur Sobiech |                                                                        |

| 27 września 2009 17:15 | Polonia Bytom · Tomasz Nowak 15' · Maciej Szmatiuk 44' (sam.) · Miroslav Barčík 57' | 3:12:0 | Arka Gdynia · 48' Marcin Wachowicz         | Stadion im. Edwarda Szymkowiaka Bytom, Polska Widzów: 6000 Sędzia: Mariusz Trofimiec |
|                        |                                                                                     |        | kartki: · Mateusz Siebert · Adrian Mrowiec |                                                                                      |

| 26 września 2009 14:45 | Odra Wodzisław Śląski                                        | 0:1 | GKS Bełchatów · 13' Mateusz Cetnarski      | Stadion Aleja Wodzisław Śląski, Polska Widzów: 2500 Sędzia: Marcin Borski |
|                        | kartki: · Robert Kłos · Marcin Malinowski · Aleksander Kwiek |     | kartki: · Mateusz Cetnarski · Mariusz Ujek |                                                                           |

### 9. kolejka (3 października – 4 października)
| 2 października 2009 17:45 | Cracovia · Mariusz Sacha 10' | 1:11:0 | Zagłębie Lubin · 65' Mouhamadou Traoré         | Stadion Ludowy Sosnowiec, Polska Widzów: 200 Sędzia: Paweł Gil |
|                           | kartki: · Sławomir Szeliga   |        | kartki: · Martins Ekwueme · Dariusz Jackiewicz |                                                                |

| 4 października 2009 14:45 | Polonia Warszawa                                                  | 0:20:0 | Piast Gliwice · 67' Sebastian Olszar · 69' Jakub Smektała | Stadion Polonii Warszawa, Polska Widzów: 2000 Sędzia: Dawid Piasecki |
|                           | kartki: · Tomasz Jodłowiec · Marek Sokołowski · Michał Chałbiński |        | kartki: · Kamil Glik · Sławomir Szary · Sebastian Olszar  |                                                                      |

| 3 października 2009 16:15 | Jagiellonia Białystok · Kamil Grosicki 32', 60'                  | 2:01:0 | Legia Warszawa           | Stadion Miejski Białystok, Polska Widzów: 6000 Sędzia: Adam Kajzer |
|                           | kartki: · Bruno Coutinho Martins · Dariusz Jarecki · Pavol Staňo |        | kartki: · Maciej Iwański |                                                                    |

| 2 października 2009 20:00 | Śląsk Wrocław · Sebastian Dudek 80' (k) | 1:30:1 | Wisła Kraków · 30' Paweł Brożek · 57' Piotr Ćwielong · 78' Patryk Małecki | Stadion Oporowska Wrocław, Polska Widzów: 7500 Sędzia: Szymon Marciniak |
|                           | kartki: · Piotr Celeban                 |        | kartki: · Marcelo Guedes                                                  |                                                                         |

| 3 października 2009 19:15 | Polonia Bytom · Marek Bažík 20'       | 1:11:0 | Lechia Gdańsk · 76' Piotr Wiśniewski | Stadion im. Edwarda Szymkowiaka Bytom, Polska Widzów: 5500 Sędzia: Piotr Siedlecki |
|                           | kartki: · Peter Hricko · Lukáš Killar |        | kartki: · Jakub Zabłocki             |                                                                                    |

| 3 października 2009 17:00 | GKS Bełchatów · Jacek Popek 10'           | 1:0 | Korona Kielce                                                            | Stadion GKS Bełchatów, Polska Widzów: 2800 Sędzia: Artur Radziszewski |
|                           | kartki: · Marek Szyndrowski · Jakub Tosik |     | kartki: · Radosław Cierzniak · Dariusz Łatka · Jacek Kiełb · Cezary Wilk |                                                                       |

| 3 października 2009 14:45 | Odra Wodzisław Śląski · Aleksander Kwiek 87' | 1:30:2 | Ruch Chorzów · 4' Łukasz Janoszka · 19' Andrzej Niedzielan · 59' Łukasz Janoszka | Stadion Aleja Wodzisław Śląski, Polska Widzów: 4800 Sędzia: Mirosław Górecki |
|                           |                                              |        | kartki: · Rafał Grodzicki                                                        |                                                                              |

| 4 października 2009 14:45 | Arka Gdynia · Maciej Szmatiuk 19'                              | 1:11:0 | Lech Poznań · 76' Robert Lewandowski | Stadion GOSiR Gdynia, Polska Widzów: 7500 Sędzia: Daniel Stefański |
|                           | kartki: · Łukasz Kowalski · Robert Bednarek · Marcin Budziński |        | kartki: · Robert Lewandowski         |                                                                    |

### 10. kolejka (16 października – 18 października)
| 16 października 2009 20:00 | Ruch Chorzów · Andrzej Niedzielan 44' | 1:0 | Lechia Gdańsk           | Stadion Ruchu Chorzów, Polska Widzów: 8000 Sędzia: Adam Lyczmański |
|                            |                                       |     | kartki: · Krzysztof Bąk |                                                                    |

| 18 października 2009 17:00 | Lech Poznań · Robert Lewandowski 60'                    | 1:00:0 | Wisła Kraków                               | Stadion Główny Wronki, Polska Widzów: 3500 Sędzia: Marcin Borski |
|                            | kartki: · Jasmin Burić · Sławomir Peszko · Semir Štilić |        | kartki: · Arkadiusz Głowacki · Júnior Díaz |                                                                  |

| 17 października 2009 16:00 | Piast Gliwice · Paweł Gamla 47'            | 1:10:0 | Legia Warszawa · 77' Maciej Iwański                       | Stadion Piasta Gliwice, Polska Widzów: 2500 Sędzia: Hubert Siejewicz |
|                            | kartki: · Kamil Wilczek · Sebastian Olszar |        | kartki: · Dickson Choto · Piotr Giza · Bartłomiej Grzelak |                                                                      |

| 17 października 2009 19:15 | Korona Kielce · Jacek Kiełb 2'                     | 1:20:1 | Arka Gdynia · 26' Lubomir Lubenow · Adrian Mrowiec 89' (k) | Stadion Miejski Kielce, Polska Widzów: 8084 Sędzia: Paweł Gil |
|                            | kartki: · Paulius Paknys · Hernâni · Edi Andradina |        | kartki: · Michał Płotka · Stojko Sakaliew                  |                                                               |

| 17 października 2009 17:00 | Polonia Warszawa · Michał Chałbiński 2' · Milan Nikolić 69'     | 2:11:0 | Odra Wodzisław Śląski · 88' Marcin Wodecki  | Stadion Polonii Warszawa, Polska Widzów: 1000 Sędzia: Włodzimierz Bartos |
|                            | kartki: · Piotr Dziewicki · Błażej Telichowski · Marcelo Sarvas |        | kartki: · Jacek Kowalczyk · Piotr Piechniak |                                                                          |

| 18 października 2009 14:45 | Zagłębie Lubin                           | 0:0 | Jagiellonia Białystok                 | Dialog Arena Lubin, Polska Widzów: 7000 Sędzia: Piotr Siedlecki |
|                            | kartki: · Fernando Dinis · Łukasz Hanzel |     | kartki: · Pavol Staňo · Thiago Cionek |                                                                 |

| 17 października 2009 14:45 | Cracovia · Mariusz Sacha 34'  | 1:21:1 | Polonia Bytom · 42' Grzegorz Podstawek · 83' (sam.) Piotr Polczak | Stadion Ludowy Sosnowiec, Polska Widzów: 200 Sędzia: Marcin Szulc |
|                            | kartki: · Dariusz Pawlusiński |        |                                                                   |                                                                   |

| 16 października 2009 17:45 | GKS Bełchatów · Maciej Korzym 12' · Jakub Tosik 70' | 2:01:0 | Śląsk Wrocław                                               | Stadion GKS Bełchatów, Polska Widzów: 2800 Sędzia: Sebastian Jarzębak |
|                            | kartki: · Marek Szyndrowski                         |        | kartki: · Tadeusz Socha · Amir Spahić · Krzysztof Ulatowski |                                                                       |

### 11. kolejka (23 października – 25 października)
| 23 października 2009 17:45 | Arka Gdynia                                  | 0:0 | Jagiellonia Białystok                                                         | Stadion GOSiR Gdynia, Polska Widzów: 5000 Sędzia: Mariusz Trofimiec |
|                            | kartki: · Lubomir Lubenow · Marcin Wachowicz |     | kartki: · Grzegorz Sandomierski · Alexis Norambuena · Bruno · Dariusz Jarecki |                                                                     |

| 23 października 2009 20:00 | Polonia Bytom           | 0:10:0 | Ruch Chorzów · 54' Wojciech Grzyb               | Stadion im. Edwarda Szymkowiaka Bytom, Polska Widzów: 8000 Sędzia: Marcin Borski |
|                            | kartki: · Szymon Sawala |        | kartki: · Krzysztof Nykiel · Andrzej Niedzielan |                                                                                  |

| 24 października 2009 14:45 | GKS Bełchatów · Tomasz Wróbel 1' · Carlo Costly 29' · Jacek Popek 80' (k) | 3:02:0 | Polonia Warszawa                           | Stadion GKS Bełchatów, Polska Widzów: 2000 Sędzia: Hubert Siejewicz |
|                            | kartki: · Grzegorz Fonfara · Maciej Małkowski                             |        | kartki: · Marek Sokołowski · Łukasz Trałka |                                                                     |

| 24 października 2009 16:15 | Legia Warszawa · Bartłomiej Grzelak 30' · Marcin Mięciel 68', 72' · Sebastian Szałachowski 85' · Marcin Smoliński 87' | 5:21:1 | Korona Kielce · 1' Krzysztof Gajtkowski · 83' Paweł Sobolewski    | Stadion Wojska Polskiego Warszawa, Polska Widzów: 3000 Sędzia: Mirosław Górecki |
|                            | kartki: · Dickson Choto · Maciej Iwański                                                                              |        | kartki: · Cezary Wilk · Krzysztof Gajtkowski · Aleksandar Vuković |                                                                                 |

| 24 października 2009 17:00 | Wisła Kraków · Paweł Brożek 24' · Marcelo 75' | 2:11:0 | Piast Gliwice · 55' Jakub Biskup | Stadion Ludowy Sosnowiec, Polska Widzów: 1300 Sędzia: Marcin Szulc |
|                            | kartki: · Arkadiusz Głowacki · Tomáš Jirsák   |        | kartki: · Maciej Michniewicz     |                                                                    |

| 24 października 2009 19:15 | Śląsk Wrocław · Vuk Sotirović 61' · Janusz Gancarczyk 78'             | 2:01:0 | Zagłębie Lubin | Stadion Oporowska Wrocław, Polska Widzów: 6000 Sędzia: Adam Kajzer |
|                            | kartki: · Wojciech Kaczmarek · Antoni Łukasiewicz · Janusz Gancarczyk |        |                |                                                                    |

| 25 października 2009 14:45 | Odra Wodzisław Śląski · Jacek Kowalczyk 71'                                   | 1:00:0 | Cracovia                                                            | Stadion Odry Wodzisław Wodzisław, Polska Widzów: 1200 Sędzia: Sebastian Jarzębak |
|                            | kartki: · Marcin Wodecki · Jacek Kowalczyk · Aleksander Kwiek · Jacek Kuranty |        | kartki: · Łukasz Mierzejewski · Dariusz Pawlusiński · Mateusz Klich |                                                                                  |

| 25 października 2009 17:15 | Lechia Gdańsk                                             | 0:0 | Lech Poznań                                  | Stadion MOSiR Gdańsk, Polska Widzów: 10000 Sędzia: Paweł Gil |
|                            | kartki: · Sergejs Kožans · Paweł Nowak · Piotr Wiśniewski |     | kartki: · Seweryn Gancarczyk · Ivan Đurđević |                                                              |

### 12. kolejka (29 października – 31 października)
| 29 października 2009 20:00 | Zagłębie Lubin · Wojciech Skaba 76' (sam.) · Mouhamadou Traoré 81' | 2:00:0 | Polonia Bytom          | Dialog Arena Lubin, Polska Widzów: 6500 Sędzia: Hubert Siejewicz |
|                            | kartki: · Przemysław Kocot                                         |        | kartki: · Peter Hricko |                                                                  |

| 30 października 2009 17:45 | Cracovia                                                    | 0:10:0 | GKS Bełchatów · Maciej Korzym 49'       | Stadion Ludowy Sosnowiec, Polska Widzów: 200 Sędzia: Dawid Piasecki |
|                            | kartki: · Piotr Polczak · Łukasz Tupalski · Arkadiusz Baran |        | kartki: · Carlos Costly · Maciej Korzym |                                                                     |

| 30 października 2009 20:00 | Korona Kielce · Ernest Konon 69' · Piotr Gawęcki 89' | 2:30:2 | Wisła Kraków · 31' Andraž Kirm · 36' Marcelo · 56' Tomáš Jirsák | Stadion Miejski Kielce, Polska Widzów: 12565 Sędzia: Szymon Marciniak |
|                            | kartki: · Piotr Malarczyk · Nikola Mijailović        |        | kartki: · Piotr Ćwielong                                        |                                                                       |

| 30 października 2009 20:00 | Piast Gliwice                                  | 0:20:1 | Lechia Gdańsk · 15' Krzysztof Bąk · 89' Piotr Wiśniewski | Stadion Piasta Gliwice, Polska Widzów: 2800 Sędzia: Artur Radziszewski |
|                            | kartki: · Jarosław Kaszowski · Szymon Matuszek |        | kartki: · Marcin Kaczmarek                               |                                                                        |

| 31 października 2009 13:45 | Arka Gdynia · Przemysław Trytko 3', 6' | 2:0 | Odra Wodzisław Śląski                           | Stadion GOSiR Gdynia, Polska Widzów: 4000 Sędzia: Marcin Borski |
|                            | kartki: · Stojko Sakaliew              |     | kartki: · Piotr Piechniak · Krzysztof Markowski |                                                                 |

| 31 października 2009 16:00 | Lech Poznań · Bartosz Bosacki 36' (k)                                               | 1:0 | Śląsk Wrocław                            | Stadion Główny Wronki, Polska Widzów: 4000 Sędzia: Marcin Szulc |
|                            | kartki: · Seweryn Gancarczyk · Sławomir Peszko · Ivan Đurđević · Tomasz Mikołajczak |     | kartki: · Jarosław Fojut · Vuk Sotirović |                                                                 |

| 31 października 2009 18:30 | Jagiellonia Białystok · Tomasz Frankowski 60' | 1:00:0 | Polonia Warszawa           | Stadion Miejski Białystok, Polska Widzów: 5100 Sędzia: Adam Lyczmański |
|                            |                                               |        | kartki: · Marek Sokołowski |                                                                        |

| 31 października 2009 18:30 | Legia Warszawa · Marcin Mięciel 8', 41' | 2:0 | Ruch Chorzów             | Stadion Wojska Polskiego Warszawa, Polska Widzów: 3000 Sędzia: Paweł Gil |
|                            | kartki: · Inaki Astiz · Ariel Borysiuk  |     | kartki: · Grzegorz Baran |                                                                          |

### 13. kolejka (6 listopada – 8 listopada)
| 6 listopada 2009 17:45 | Odra Wodzisław Śląski · Martins Ekwueme 12' (sam.)  | 1:21:1 | Zagłębie Lubin · 27', 69' Mouhamadou Traoré | Stadion Odry Wodzisław Wodzisław, Polska Widzów: 3000 Sędzia: Paweł Gil |
|                        | kartki: · Bartłomiej Chwalibogowski · Jacek Kuranty |        | kartki: · Bartosz Rymaniak                  |                                                                         |

| 6 listopada 2009 20:00 | Wisła Kraków            | 0:1 | Legia Warszawa · 34' Miroslav Radović                  | Stadion Ludowy Sosnowiec, Polska Widzów: 3500 Sędzia: Hubert Siejewicz |
|                        | kartki: · Mauro Cantoro |     | kartki: · Dickson Choto · Jakub Rzeźniczak · Ján Mucha |                                                                        |

| 6 lutego 2009 20:00 | Lechia Gdańsk · Marcin Kaczmarek 27' | 1:11:0 | Korona Kielce · 79' Cezary Wilk                                                       | Stadion MOSiR Gdańsk, Polska Widzów: 8000 Sędzia: Sebastian Jarzębak |
|                     |                                      |        | kartki: · Kamil Kuzera · Piotr Malarczyk · Paweł Kal · Jacek Kiełb · Paweł Sobolewski |                                                                      |

| 7 listopada 2009 14:45 | Śląsk Wrocław · Vuk Sotirović 36', 39'                               | 2:12:0 | Piast Gliwice · 71' Łukasz Krzycki | Stadion Oporowska Wrocław, Polska Widzów: 4500 Sędzia: Marcin Borski |
|                        | kartki: · Tomasz Szewczuk · Antoni Łukasiewicz · Krzysztof Ulatowski |        | kartki: · Jakub Smektała           |                                                                      |

| 7 listopada 2009 17:00 | GKS Bełchatów · Dawid Nowak 61' | 1:00:0 | Arka Gdynia             | Stadion GKS Bełchatów, Polska Widzów: 2500 Sędzia: Marcin Szulc |
|                        |                                 |        | kartki: · Tadas Labukas |                                                                 |

| 7 listopada 2009 18:15 | Polonia Bytom · Marcin Radzewicz 71' | 1:10:0 | Lech Poznań · 63' Robert Lewandowski           | Stadion im. Edwarda Szymkowiaka Bytom, Polska Widzów: 8000 Sędzia: Szymon Marciniak |
|                        | kartki: · Lukáš Killar               |        | kartki: · Bartosz Bosacki · Robert Lewandowski |                                                                                     |

| 7 listopada 2009 19:15 | Polonia Warszawa                             | 0:1 | Cracovia · 26' Mariusz Sacha                                                 | Stadion Polonii Warszawa Warszawa, Polska Widzów: 3200 Sędzia: Daniel Stefański |
|                        | kartki: · Błażej Telichowski · Łukasz Trałka |     | kartki: · Marcin Cabaj · Łukasz Tupalski · Arkadiusz Baran · Kamil Witkowski |                                                                                 |

| 8 listopada 2009 16:15 | Ruch Chorzów · Artur Sobiech 15', 36' · Łukasz Janoszka 44' · Andrzej Niedzielan 60', 89' | 5:23:1 | Jagiellonia Białystok · 25' Remigiusz Jezierski · 59' Marco Reich | Stadion Ruchu Chorzów, Polska Widzów: 7500 Sędzia: Mirosław Górecki |
|                        | kartki: · Artur Sobiech · Andrzej Niedzielan                                              |        | kartki: · Hermes                                                  |                                                                     |

### 14. kolejka (20 listopada – 22 listopada)
| 20 listopada 2009 17:45 | Korona Kielce · Jacek Markiewicz 12' · Cezary Wilk 19' · Paweł Sobolewski 63' | 3:32:1 | Zagłębie Lubin · 28', 89' Ilian Micanski · 75' Costa Nhamoinesu | Stadion Miejski Kielce, Polska Widzów: 8583 Sędzia: Marcin Szulc |
|                         | kartki: · Dariusz Łatka · Ernest Konon                                        |        | kartki: · Michał Stasiak · Costa Nhamoinesu                     |                                                                  |

| 20 listopada 2009 20:00 | Legia Warszawa · Bartłomiej Grzelak 52'  | 1:10:0 | Polonia Warszawa · 65' Łukasz Piątek | Stadion Wojska Polskiego Warszawa, Polska Widzów: 3500 Sędzia: Marcin Borski |
|                         | kartki: · Inaki Astiz · Miroslav Radović |        | kartki: · Michał Chałbiński          |                                                                              |

| 20 października 2010 20:00 | Polonia Bytom · Szymon Sawala 16' | 1:1 | Jagiellonia Białystok · 38' Tomasz Frankowski | Stadion im. Edwarda Szymkowiaka Bytom, Polska Widzów: 4500 Sędzia: Mariusz Trofimiec |
|                            | kartki: · Lukáš Killar            |     | kartki: · Hermes · Bruno                      |                                                                                      |

| 21 listopada 2009 14:45 | Piast Gliwice · Sebastian Olszar 18' · Paweł Gamla 75' | 2:21:1 | Arka Gdynia · 45' Wojciech Wilczyński · 90' Marcin Budziński          | Stadion Aleja Wodzisław Śląski Wodzisław Śląski, Polska Widzów: 4500 Sędzia: Adam Lyczmański |
|                         | kartki: · Mariusz Muszalik                             |        | kartki: · Tomasz Sokołowski II · Marcin Budziński · Przemysław Trytko |                                                                                              |

| 21 listopada 2009 17:00 | Lechia Gdańsk             | 0:20:1 | GKS Bełchatów · 31' Maciej Małkowski · 86' Dawid Nowak | Stadion MOSiR Gdańsk, Polska Widzów: 7000 Sędzia: Mirosław Górecki |
|                         | kartki: · Stojko Sakaliew |        | kartki: · Piotr Piechniak · Krzysztof Markowski        |                                                                    |

| 21 listopada 2009 17:00 | Lech Poznań · Robert Lewandowski 12', 44' · Ivan Đurđević 75' | 3:12:0 | Ruch Chorzów · 46' Artur Sobiech                       | Stadion Główny Wronki, Polska Widzów: 3000 Sędzia: Hubert Siejewicz |
|                         |                                                               |        | kartki: · Maciej Sadlok · Gábor Straka · Artur Sobiech |                                                                     |

| 21 listopada 2010 19:15 | Śląsk Wrocław · Amir Spahić 7' · Sebastian Mila 16' (k), 44' · Vuk Sotirović 27' | 4:0 | Odra Wodzisław Śląski     | Stadion Oporowska Wrocław, Polska Widzów: 5000 Sędzia: Piotr Siedlecki |
|                         |                                                                                  |     | kartki: · Jacek Kowalczyk |                                                                        |

| 22 listopada 2009 17:00 | Wisła Kraków                                      | 0:10:0 | Cracovia · 50' Michał Goliński               | Stadion Ludowy Sosnowiec, Polska Widzów: 3000 Sędzia: Paweł Gil |
|                         | kartki: · Marcelo · Tomáš Jirsák · Patryk Małecki |        | kartki: · Marcin Cabaj · Łukasz Mierzejewski |                                                                 |

### 15. kolejka (27 listopada – 29 listopada)
| 27 listopada 2009 20:00 | Polonia Warszawa · Łukasz Trałka 66'                 | 0:1 | Polonia Bytom | Stadion Polonii Warszawa Warszawa, Polska Widzów: 3234 Sędzia: Hubert Siejewicz |
|                         | kartki: · Sebastian Przyrowski · Adrian Mierzejewski |     |               |                                                                                 |

| 27 listopada 2009 20:00 | Zagłębie Lubin                                              | 0:1 | Lech Poznań · 63' Sławomir Peszko | Dialog Arena Lubin, Polska Widzów: 10000 Sędzia: Paweł Gil |
|                         | kartki: · Michał Stasiak · Dawid Plizga · Mouhamadou Traoré |     | kartki: · Sławomir Peszko         |                                                            |

| 28 listopada 2009 19:15 | Ruch Chorzów                              | 0:0 | Korona Kielce           | Stadion Ruchu Chorzów, Polska Widzów: 7500 Sędzia: Dawid Piasecki |
|                         | kartki: · Krzysztof Pilarz · Gábor Straka |     | kartki: · Dariusz Łatka |                                                                   |

| 28 listopada 2009 14:45 | Cracovia · Radosław Matusiak 4' · Michał Goliński 32' · Mateusz Klich 72' | 3:22:1 | Piast Gliwice · 13' Przemysław Łudziński · 90' Mateusz Kowalski | Stadion Ludowy Sosnowiec, Polska Widzów: 800 Sędzia: Marcin Borski |
|                         | kartki: · Arkadiusz Baran · Mateusz Klich · Radosław Matusiak             |        | kartki: · Jakub Biskup                                          |                                                                    |

### 16. kolejka (25 listopada – 6 grudnia)
| 25 listopada 2009 18:30 | Arka Gdynia · Marcin Wachowicz 69' | 1:20:1 | Lechia Gdańsk · 6' Jakub Zabłocki · 53' Ivans Lukjanovs | Stadion GOSiR Gdynia, Polska Widzów: 6000 |
|                         |                                    |        |                                                         |                                           |

| 4 grudnia 2009 20:00 | Zagłębie Lubin | 0:0 | Legia Warszawa | Dialog Arena Lubin, Polska Widzów: 9300 |
|                      |                |     |                |                                         |

| 5 listopada 2009 14:45 | Cracovia · Mariusz Sacha 45' | 1:0 | Śląsk Wrocław | Stadion Ludowy Sosnowiec, Polska Widzów: 800 |
|                        |                              |     |               |                                              |

| 5 grudnia 2009 16:15 | GKS Bełchatów · Dariusz Pietrasiak 35' · Mate Lacić 90' | 2:21:1 | Polonia Bytom · 25' Marek Bažík · 49'Michał Zieliński | Stadion GKS />Bełchatów, Polska Widzów: 2500 |
|                      |                                                         |        |                                                       |                                              |

| 5 grudnia 2009 17:00 | Odra Wodzisław Śląski · Daniel Bueno 39', 46' | 2:21:0 | Jagiellonia Białystok · 59', 90' Tomasz Frankowski | Stadion Odry Wodzisław Wodzisław, Polska Widzów: 2500 |
|                      |                                               |        |                                                    |                                                       |

| 5 grudnia 2009 19:15 | Lech Poznań · Sławomir Peszko 12' | 1:1 | Piast Gliwice · 5' Sławomir Szary | Stadion Główny Wronki, Polska Widzów: 3000 |
|                      |                                   |     |                                   |                                            |

| 6 grudnia 2009 14:45 | Ruch Chorzów · Andrzej Niedzielan 59' | 1:30:0 | Wisła Kraków · 66' Piotr Brożek · 78' Marcelo · 90' Patryk Małecki | Stadion Ruchu Chorzów, Polska Widzów: 10000 |
|                      |                                       |        |                                                                    |                                             |

| 6 grudnia 2009 14:45 | Polonia Warszawa · Filip Ivanovski 29' | 1:11:0 | Korona Kielce · 90' Hernâni | Stadion Polonii Warszawa Warszawa, Polska Widzów: 3456 |
|                      |                                        |        |                             |                                                        |

### 17. kolejka (11 – 13 grudnia)
| 11 grudnia 2009 17:45 | Piast Gliwice · Jakub Biskup 15' | 1:2 | Ruch Chorzów · 3' Artur Sobiech · 32' Piotr Stawarczyk | Stadion Aleja Wodzisław Śląski Wodzisław Śląski, Polska Widzów: 2000 |
|                       |                                  |     |                                                        |                                                                      |

| 11 grudnia 2009 20:00 | Wisła Kraków · Marcelo 33' | 1:0 | Zagłębie Lubin | Stadion Ludowy Sosnowiec, Polska |
|                       |                            |     |                |                                  |

| 12 grudnia 2009 14:45 | Lechia Gdańsk · Tomasz Dawidowski 75' | 1:00:0 | Cracovia | Stadion MOSiR Gdańsk, Polska Widzów: 6500 |
|                       |                                       |        |          |                                           |

| 12 grudnia 2009 16:15 | Lech Poznań · Tomasz Mikołajczak 77', 87' | 2:00:0 | Korona Kielce | Stadion Główny Wronki, Polska Widzów: 3000 |
|                       |                                           |        |               |                                            |

| 12 grudnia 2009 17:00 | Polonia Bytom · Rafał Grzyb 50' | 1:10:1 | Odra Wodzisław Śląski · 44' Marcin Wodecki | Stadion im. Edwarda Szymkowiaka Bytom, Polska Widzów: 4000 |
|                       |                                 |        |                                            |                                                            |

| 12 grudnia 2009 19:15 | Śląsk Wrocław · Antoni Łukasiewicz 90' | 1:00:0 | Polonia Warszawa | Stadion Oporowska Wrocław, Polska Widzów: 5500 |
|                       |                                        |        |                  |                                                |

| 13 grudnia 2009 14:45 | Legia Warszawa · Maciej Iwański 50' | 1:00:0 | Arka Gdynia | Stadion Wojska Polskiego Warszawa, Widzów: 2000 |
|                       |                                     |        |             |                                                 |

| 13 grudnia 2009 14:45 | Jagiellonia Białystok · Tomasz Frankowski 16' · Pavol Staňo 66' | 2:11:0 | GKS Bełchatów · 87' Grzegorz Kuświk | Stadion Miejski Białystok, Polska Widzów: 4100 |
|                       |                                                                 |        |                                     |                                                |

## Runda wiosenna (26 lutego – 15 maja)

### 18. kolejka (26 – 28 lutego)
| 26 lutego 2010 17:45 | Odra Wodzisław Śląski | 0:0 | Lechia Gdańsk | Stadion Aleja Wodzisław Śląski Wodzisław Śląski, Polska Widzów: 4500 |
|                      |                       |     |               |                                                                      |

| 26 lutego 2010 20:00 | Cracovia · Dariusz Pawlusiński 11' | 1:21:0 | Legia Warszawa · 68' Sebastian Szałachowski · 71' Bartłomiej Grzelak | Stadion Suche Stawy Kraków, Polska Widzów: 3500 |
|                      |                                    |        |                                                                      |                                                 |

| 27 lutego 2010 14:45 | Korona Kielce · Pavol Staňo 19' | 1:0 | Jagiellonia Białystok | Stadion Miejski Kielce, Polska Widzów: 9476 |
|                      |                                 |     |                       |                                             |

| 27 lutego 2010 16:15 | GKS Bełchatów · Dawid Nowak 2' | 1:0 | Wisła Kraków | Stadion GKS Bełchatów, Polska Widzów: 4500 |
|                      |                                |     |              |                                            |

| 27 lutego 2010 17:00 | Polonia Bytom | 0:0 | Śląsk Wrocław | Stadion im. Edwarda Szymkowiaka Bytom, Polska Widzów: 5000 |
|                      |               |     |               |                                                            |

| 27 lutego 2010 19:15 | Arka Gdynia | 0:30:1 | Ruch Chorzów · 12' Artur Sobiech · 51' Marcin Zając · 90' Arkadiusz Piech | Widzów: 3500 |
|                      |             |        |                                                                           |              |

| 28 lutego 2010 14:45 | Zagłębie Lubin · Łukasz Hanzel 43' | 1:11:0 | Piast Gliwice · 72' Kamil Wilczek | Dialog Arena Lubin, Polska Widzów: 7215 |
|                      |                                    |        |                                   |                                         |

| 28 lutego 2010 17:00 | Polonia Warszawa | 0:30:1 | Lech Poznań · 25', 72' Robert Lewandowski · 86' Tomasz Mikołajczak | Stadion Polonii Warszawa Warszawa, Polska Widzów: 4500 |
|                      |                  |        |                                                                    |                                                        |

### 19. kolejka (5 – 7 marca)
| 5 marca 2010 17:45 | Korona Kielce · Pavol Staňo 66' | 1:00:0 | Polonia Bytom | Stadion Miejski Kielce, Polska Widzów: 8527 |
|                    |                                 |        |               |                                             |

| 5 marca 2010 20:00 | Wisła Kraków | 0:1 | Arka Gdynia · 35' Joël Tshibamba | Stadion Suche Stawy Kraków, Polska |
|                    |              |     |                                  |                                    |

| 6 marca 2010 14:45 | Śląsk Wrocław · Piotr Celeban 77' | 1:20:1 | Jagiellonia Białystok · 33' Jarosław Lato · 51' Remigiusz Jezierski | Stadion Oporowska Wrocław, Polska Widzów: 5500 |
|                    |                                   |        |                                                                     |                                                |

| 6 marca 2010 16:15 | Lech Poznań · Siergiej Kriwiec 23' · Robert Lewandowski 37' · Sławomir Peszko 64' | 3:12:1 | Cracovia · 20' Alexandru Suvorov | Stadion Miejski Poznań, Polska Widzów: 11166 |
|                    |                                                                                   |        |                                  |                                              |

| 6 marca 2010 17:00 | Lechia Gdańsk · Oļegs Laizāns 29' | 1:11:0 | Polonia Warszawa · 47' Daniel Gołębiewski | Stadion MOSiR Gdańsk, Polska Widzów: 7500 |
|                    |                                   |        |                                           |                                           |

| 6 marca 2010 19:15 | Ruch Chorzów | 0:20:0 | Zagłębie Lubin · 64', 84' Ilijan Micanski | Stadion Ruchu Chorzów, Polska Widzów: 7500 |
|                    |              |        |                                           |                                            |

| 7 marca 2010 14:15 | Legia Warszawa | 0:1 | Odra Wodzisław Śląski · 44' Piotr Piechniak | Stadion Wojska Polskiego Warszawa, Sędzia: 3500 |
|                    |                |     |                                             |                                                 |

| 7 marca 2010 14:45 | Piast Gliwice · Paweł Gamla 90' | 1:20:2 | GKS Bełchatów · 33' Patryk Rachwał · 43' Janusz Gol | Stadion Aleja Wodzisław Śląski Wodzisław Śląski, Polska Widzów: 1200 |
|                    |                                 |        |                                                     |                                                                      |

### 20. kolejka (12 – 14 marca)
| 12 marca 2010 17:45 | Odra Wodzisław Śląski · Daniel Bueno 4' · Marcin Dymkowski 59' | 2:01:0 | Piast Gliwice | Stadion Aleja Wodzisław Śląski Wodzisław Śląski, Polska Widzów: 4000 |
|                     |                                                                |        |               |                                                                      |

| 12 marca 2010 20:00 | Jagiellonia Białystok | 0:0 | Wisła Kraków | Stadion Miejski Białystok, Polska Widzów: 6000 |
|                     |                       |     |              |                                                |

| 13 marca 2010 14:45 | Cracovia · Radosław Matusiak 42', 45' · Michał Goliński 71' | 3:02:0 | Korona Kielce | Stadion Suche Stawy Kraków, Polska Widzów: 3700 |
|                     |                                                             |        |               |                                                 |

| 13 marca 2010 17:00 | Polonia Warszawa · Adrian Mierzejewski 14' | 1:1 | Ruch Chorzów · 2' Marcin Zając | Stadion Polonii Warszawa Warszawa, Polska Widzów: 2200 |
|                     |                                            |     |                                |                                                        |

| 13 marca 2010 18:15 | Polonia Bytom · Marek Bažík 71' | 1:00:0 | Legia Warszawa | Stadion im. Edwarda Szymkowiaka Bytom, Polska Widzów: 5000 |
|                     |                                 |        |                |                                                            |

| 13 marca 2010 19:15 | Śląsk Wrocław · Łukasz Madej 7' | 1:21:1 | Lechia Gdańsk · 13' Ivans Lukjanovs · 74' Hubert Wołąkiewicz | Stadion Oporowska Wrocław, Polska Widzów: 7000 |
|                     |                                 |        |                                                              |                                                |

| 14 marca 2010 14:45 | Arka Gdynia | 0:20:1 | Zagłębie Lubin · 35', 72' Ilijan Micanski |  |
|                     |             |        |                                           |  |

| 14 marca 2010 17:00 | GKS Bełchatów · Tomasz Wróbel 55' | 1:10:1 | Lech Poznań · 35' Siergiej Kriwiec | Stadion GKS Bełchatów, Polska Widzów: 5200 |
|                     |                                   |        |                                    |                                            |

### 21. kolejka (19 – 21 marca)
| 19 marca 2010 17:45 | Arka Gdynia · Joël Tshibamba 50' · Tadas Labukas 80' | 2:00:0 | Cracovia | Widzów: 2500 |
|                     |                                                      |        |          |              |

| 19 marca 2010 20:00 | Ruch Chorzów · Wojciech Grzyb 78' | 1:00:0 | GKS Bełchatów | Stadion Ruchu Chorzów, Polska Widzów: 7500 |
|                     |                                   |        |               |                                            |

| 20 marca 2010 14:45 | Legia Warszawa · Dickson Choto 11' | 1:11:0 | Śląsk Wrocław · 58' Sebastian Dudek | Stadion Wojska Polskiego Warszawa, Widzów: 3000 |
|                     |                                    |        |                                     |                                                 |

| 20 marca 2010 16:00 | Wisła Kraków · Marcelo 65' · Tomáš Jirsák 86' · Rafał Boguski 87' | 3:00:0 | Lechia Gdańsk | Stadion Suche Stawy Kraków, Polska Widzów: 6000 |
|                     |                                                                   |        |               |                                                 |

| 20 marca 2010 17:00 | Korona Kielce · Marcin Tataj 43' | 1:11:0 | Odra Wodzisław Śląski · 70' Hernâni | Stadion Miejski Kielce, Polska Widzów: 8831 |
|                     |                                  |        |                                     |                                             |

| 20 marca 2010 19:15 | Zagłębie Lubin · Ilijan Micanski 71' · Wojciech Kędziora 90' | 2:00:0 | Polonia Warszawa | Dialog Arena Lubin, Polska Widzów: 7757 |
|                     |                                                              |        |                  |                                         |

| 21 marca 2010 14:45 | Piast Gliwice · Kamil Wilczek 12' | 1:0 | Polonia Bytom | Stadion Aleja Wodzisław Śląski Wodzisław Śląski, Polska Widzów: 2000 |
|                     |                                   |     |               |                                                                      |

| 21 marca 2010 17:00 | Lech Poznań · Robert Lewandowski 27' · Tomasz Mikołajczak 62' | 2:01:0 | Jagiellonia Białystok | Stadion Miejski Poznań, Polska Widzów: 11166 |
|                     |                                                               |        |                       |                                              |

### 22. kolejka (26 – 28 marca)
| 26 marca 2010 17:45 | GKS Bełchatów · Grzegorz Kuświk 71' | 1:30:1 | Zagłębie Lubin · 20' Mouhamadou Traoré · 59' Wojciech Kędziora · 65' Ilijan Micanski | Stadion GKS Bełchatów, Polska Widzów: 3500 |
|                     |                                     |        |                                                                                      |                                            |

| 26 marca 2010 20:00 | Lechia Gdańsk · Paweł Nowak 1' · Hubert Wołąkiewicz 10' (k) | 2:30:0 | Legia Warszawa · 32' Maciej Rybus · 53' Tomasz Kiełbowicz · 78' Iñaki Astiz Ventura | Stadion MOSiR Gdańsk, Polska Widzów: 10000 |
|                     |                                                             |        |                                                                                     |                                            |

| 27 marca 2010 14:45 | Polonia Warszawa · Łukasz Piątek 58' · Daniel Gołębiewski 72' | 2:10:1 | Arka Gdynia · 20' Bartosz Ława | Stadion Polonii Warszawa Warszawa, Polska Widzów: 2700 |
|                     |                                                               |        |                                |                                                        |

| 27 marca 2010 17:00 | Cracovia · Mariusz Sacha 86' | 1:40:1 | Ruch Chorzów · 9' Marcin Zając · 49', 81' Artur Sobiech · 62' Łukasz Janoszka | Stadion Suche Stawy Kraków, Polska Widzów: 3500 |
|                     |                              |        |                                                                               |                                                 |

| 26 marca 2010 17:45 | Polonia Bytom · David Kotrys 18' | 1:31:1 | Wisła Kraków · 19' Piotr Brożek · 67' Rafał Boguski · 90' Júnior Enrique Díaz Campbell | Stadion im. Edwarda Szymkowiaka Bytom, Polska Widzów: 5000 |
|                     |                                  |        |                                                                                        |                                                            |

| 27 marca 2010 19:15 | Śląsk Wrocław · Piotr Celeban 55' | 1:10:1 | Korona Kielce · 27' Pavol Staňo | Stadion Oporowska Wrocław, Polska Widzów: 5900 |
|                     |                                   |        |                                 |                                                |

| 28 marca 2010 14:45 | Jagiellonia Białystok · Tomasz Frankowski 17', 66' | 2:01:0 | Piast Gliwice | Stadion Miejski Białystok, Polska Widzów: 6000 |
|                     |                                                    |        |               |                                                |

| 28 marca 2010 17:00 | Odra Wodzisław Śląski | 0:0 | Lech Poznań | Stadion Aleja Wodzisław Śląski Wodzisław Śląski, Polska Widzów: 6000 |
|                     |                       |     |             |                                                                      |

### 23. kolejka (31 marca – 3 kwietnia)
| 31 marca 2010 18:15 | Arka Gdynia · Szymon Sawala 55' (sam.) · Tadas Labukas 80' (k) | 2:20:1 | Polonia Bytom · 11' Marek Bažík · 90' Grzegorz Podstawek | Widzów: 3000 |
|                     |                                                                |        |                                                          |              |

| 1 kwietnia 2010 17:45 | Cracovia | 0:10:0 | Jagiellonia Białystok · 67' Remigiusz Jezierski | Stadion Suche Stawy Kraków, Polska Widzów: 2500 |
|                       |          |        |                                                 |                                                 |

| 1 kwietnia 2010 20:00 | GKS Bełchatów · Dawid Nowak 15', 76' · Mateusz Cetnarski 72' | 3:01:0 | Odra Wodzisław Śląski | Stadion GKS Bełchatów, Polska Widzów: 3000 |
|                       |                                                              |        |                       |                                            |

| 3 kwietnia 2010 14:45 | Piast Gliwice · Kamil Wilczek 53' | 1:00:0 | Korona Kielce | Stadion Piasta Gliwice Gliwice, Polska Widzów: 4000 |
|                       |                                   |        |               |                                                     |

| 3 kwietnia 2010 16:15 | Polonia Warszawa | 0:10:0 | Wisła Kraków · 90+3 (sam.)' Łukasz Piątek | Stadion Polonii Warszawa Warszawa, Polska Widzów: 3300 |
|                       |                  |        |                                           |                                                        |

| 3 kwietnia 2010 17:00 | Zagłębie Lubin · Ilijan Micanski 2' · Mouhamadou Traoré 32' | 2:22:1 | Lechia Gdańsk · 45' Krzysztof Bąk · 83' Paweł Buzała | Dialog Arena Lubin, Polska Widzów: 9129 |
|                       |                                                             |        |                                                      |                                         |

| 3 kwietnia 2010 19:00 | Lech Poznań · Semir Štilić 76' | 1:00:0 | Legia Warszawa | Stadion Miejski Poznań, Polska Widzów: 13500 |
|                       |                                |        |                |                                              |

| 3 kwietnia 2010 19:15 | Ruch Chorzów | 0:0 | Śląsk Wrocław | Stadion Ruchu Chorzów, Polska Widzów: 9000 |
|                       |              |     |               |                                            |

### 24. kolejka (9 – 20 kwietnia)
| 9 kwietnia 2010 17:45 | Zagłębie Lubin | 0:0 | Cracovia | Dialog Arena Lubin, Polska Widzów: 7653 |
|                       |                |     |          |                                         |

| 9 kwietnia 2010 20:00 | Lech Poznań · Semir Štilić 13' · Grzegorz Wojtkowiak 53' | 2:01:0 | Arka Gdynia | Stadion Miejski Poznań, Polska Widzów: 13370 |
|                       |                                                          |        |             |                                              |

| 19 kwietnia 2010 17:45 | Piast Gliwice | 0:20:1 | Polonia Warszawa · 29' Łukasz Piątek · 78' Adrian Mierzejewski | Stadion Piasta Gliwice Gliwice, Polska Widzów: 3500 |
|                        |               |        |                                                                |                                                     |

| 19 kwietnia 2010 20:00 | Legia Warszawa · Tomasz Kiełbowicz 5' · Bartłomiej Grzelak 34' | 2:12:0 | Jagiellonia Białystok · 67' Cionek | Stadion Polonii Warszawa Warszawa, Polska |
|                        |                                                                |        |                                    |                                           |

| 20 kwietnia 2010 16:30 | Lechia Gdańsk | 0:0 | Polonia Bytom | Stadion MOSiR Gdańsk, Polska Widzów: 5000 |
|                        |               |     |               |                                           |

| 20 kwietnia 2010 18:45 | Wisła Kraków · Paweł Brożek 31' | 1:0 | Śląsk Wrocław | Stadion Suche Stawy Kraków, Polska Widzów: 5000 |
|                        |                                 |     |               |                                                 |

| 20 marca 2010 18:45 | Ruch Chorzów · Łukasz Janoszka 11', 83', 86' | 3:21:1 | Odra Wodzisław Śląski · 45' Brasília · 67' Aleksander Kwiek | Stadion Ruchu Chorzów, Polska Widzów: 7000 |
|                     |                                              |        |                                                             |                                            |

| 20 kwietnia 2010 20:45 | Korona Kielce · Andradina 63' (k) | 1:10:0 | GKS Bełchatów · 85' Mateusz Cetnarski | Stadion Miejski Kielce, Polska Widzów: 7175 |
|                        |                                   |        |                                       |                                             |

### 25. kolejka (23 – 25 kwietnia)
| 23 kwietnia 2010 17:45 | Arka Gdynia · Przemysław Trytko 17' | 1:21:1 | Korona Kielce · 3' Jacek Kiełb · 59' Andradina | Widzów: 2700 |
|                        |                                     |        |                                                |              |

| 23 kwietnia 2010 20:00 | Legia Warszawa · Marcin Mięciel 3' · Maciej Iwański 40' · Bartłomiej Grzelak 61' | 3:02:0 | Piast Gliwice | Stadion Wojska Polskiego Warszawa, Widzów: 2500 |
|                        |                                                                                  |        |               |                                                 |

| 24 kwietnia 2010 12:30 | Polonia Bytom · Szymon Sawala 43' | 1:21:1 | Cracovia · 7' Radosław Matusiak · 89' Bartosz Ślusarski | Stadion im. Edwarda Szymkowiaka Bytom, Polska Widzów: 4200 |
|                        |                                   |        |                                                         |                                                            |

| 24 kwietnia 2010 14:45 | Jagiellonia Białystok | 0:0 | Zagłębie Lubin | Stadion Miejski Białystok, Polska Widzów: 4200 |
|                        |                       |     |                |                                                |

| 24 kwietnia 2010 16:00 | Wisła Kraków | 0:0 | Lech Poznań | Stadion Suche Stawy Kraków, Polska Widzów: 6000 |
|                        |              |     |             |                                                 |

| 24 kwietnia 2010 17:00 | Śląsk Wrocław | 0:0 | GKS Bełchatów | Stadion Oporowska Wrocław, Polska Widzów: 4200 |
|                        |               |     |               |                                                |

| 24 kwietnia 2010 19:15 | Odra Wodzisław Śląski · Piotr Piechniak 57' · Tomasz Jodłowiec 90' (sam.) | 2:10:1 | Polonia Warszawa · 21' Daniel Gołębiewski | Stadion Aleja Wodzisław Śląski Wodzisław Śląski, Polska Widzów: 3200 |
|                        |                                                                           |        |                                           |                                                                      |

| 25 kwietnia 2010 17:45 | Lechia Gdańsk · Grzegorz Baran 36' (sam.) | 1:1 | Ruch Chorzów · 35' Łukasz Janoszka | Stadion MOSiR Gdańsk, Polska Widzów: 7000 |
|                        |                                           |     |                                    |                                           |

### 26. kolejka (26 – 28 kwietnia)
| 26 kwietnia 2010 20:00 | Korona Kielce | 0:10:0 | Legia Warszawa · 61' Jakub Wawrzyniak | Stadion Miejski Kielce, Polska Widzów: 10212 |
|                        |               |        |                                       |                                              |

| 27 kwietnia 2010 16:00 | Cracovia · Marek Wasiluk 7' (k) | 1:0 | Odra Wodzisław Śląski | Stadion Suche Stawy Kraków, Polska Widzów: 2200 |
|                        |                                 |     |                       |                                                 |

| 27 kwietnia 2010 18:15 | Polonia Warszawa | 0:0 | GKS Bełchatów | Stadion Polonii Warszawa Warszawa, Polska Widzów: 2000 |
|                        |                  |     |               |                                                        |

| 27 kwietnia 2010 18:45 | Piast Gliwice · Mariusz Muszalik 27' | 1:41:1 | Wisła Kraków · 18' Rafał Boguski · 48' Paweł Brożek · 61' Rafał Boguski · 87' Radosław Sobolewski | Stadion Piasta Gliwice Gliwice, Polska Widzów: 3000 |
|                        |                                      |        |                                                                                                   |                                                     |

| 27 kwietnia 2010 20:45 | Zagłębie Lubin · Ilijan Micanski 78' | 1:10:0 | Śląsk Wrocław · 89' Sebastian Mila | Dialog Arena Lubin, Polska Widzów: 10102 |
|                        |                                      |        |                                    |                                          |

| 28 kwietnia 2010 16:00 | Ruch Chorzów · Damian Świerblewski 54', 85' | 2:10:1 | Polonia Bytom · 18' Błażej Telichowski | Stadion Ruchu Chorzów, Polska Widzów: 8000 |
|                        |                                             |        |                                        |                                            |

| 28 kwietnia 2010 18:45 | Lech Poznań · Bartosz Bosacki 27' (k) · Sławomir Peszko 79' | 2:11:1 | Lechia Gdańsk · 33' Sergejs Kožans | Stadion Miejski Poznań, Polska Widzów: 12000 |
|                        |                                                             |        |                                    |                                              |

| 28 kwietnia 2010 18:45 | Jagiellonia Białystok · Kamil Grosicki 59' · Tomasz Frankowski 89' (k) | 1:21:1 | Arka Gdynia · 37' Joël Tshibamba | Stadion Miejski Białystok, Polska Widzów: 4200 |
|                        |                                                                        |        |                                  |                                                |

### 27. kolejka (30 kwietnia – 2 maja)
| 30 kwietnia 2010 17:45 | GKS Bełchatów · Mateusz Cetnarski 23' · Dawid Nowak 43', 78' | 3:02:0 | Cracovia | Stadion GKS Bełchatów, Polska Widzów: 2500 |
|                        |                                                              |        |          |                                            |

| 30 kwietnia 2010 20:00 | Wisła Kraków | 0:1 | Korona Kielce · 9' Jacek Kiełb | Stadion Suche Stawy Kraków, Polska Widzów: 4500 |
|                        |              |     |                                |                                                 |

| 1 maja 2010 14:45 | Lechia Gdańsk | 0:1 | Piast Gliwice · 39' Bartosz Iwan | Stadion MOSiR Gdańsk, Polska Widzów: 4200 |
|                   |               |     |                                  |                                           |

| 1 maja 2010 17:00 | Odra Wodzisław Śląski · Piotr Piechniak 28' · Marcin Dymkowski 71' | 2:10:0 | Arka Gdynia · 54' Bartosz Ława | Stadion Aleja Wodzisław Śląski Wodzisław Śląski, Polska |
|                   |                                                                    |        |                                |                                                         |

| 1 maja 2010 18:15 | Ruch Chorzów · Arkadiusz Piech 46' | 1:0 | Legia Warszawa | Stadion Ruchu Chorzów, Polska Widzów: 9000 |
|                   |                                    |     |                |                                            |

| 1 maja 2010 19:15 | Polonia Warszawa · Daniel Gołębiewski 27' · Tomasz Jodłowiec 58' | 2:01:0 | Jagiellonia Białystok | Stadion Polonii Warszawa Warszawa, Polska Widzów: 2300 |
|                   |                                                                  |        |                       |                                                        |

| 2 maja 2010 14:45 | Polonia Bytom · Szymon Sawala 55' · Błażej Telichowski 64' | 2:10:1 | Zagłębie Lubin · 16' (k) Ilijan Micanski | Stadion im. Edwarda Szymkowiaka Bytom, Polska Widzów: 3500 |
|                   |                                                            |        |                                          |                                                            |

| 2 maja 2010 17:00 | Śląsk Wrocław | 0:30:1 | Lech Poznań · 22', 57' Robert Lewandowski · 47' Dimitrije Injac | Stadion Oporowska Wrocław, Polska Widzów: 6000 |
|                   |               |        |                                                                 |                                                |

### 28. kolejka (6 – 8 maja)
| 6 maja 2010 18:30 | Arka Gdynia · Joël Tshibamba 17' · Maciej Szmatiuk 90' | 2:11:1 | GKS Bełchatów · 40' Maciej Korzym | Widzów: 2500 |
|                   |                                                        |        |                                   |              |

| 7 maja 2010 17:45 | Cracovia · Radosław Matusiak 45' | 1:21:1 | Polonia Warszawa · 30' Daniel Gołębiewski · 72' Tomasz Brzyski | Stadion Suche Stawy Kraków, Polska Widzów: 2200 |
|                   |                                  |        |                                                                |                                                 |

| 7 maja 2010 20:00 | Jagiellonia Białystok · Andrius Skerla 51' | 1:00:0 | Ruch Chorzów | Stadion Miejski Białystok, Polska Widzów: 4800 |
|                   |                                            |        |              |                                                |

| 8 maja 2010 14:45 | Piast Gliwice · Sebastian Olszar 48', 52' | 2:20:1 | Śląsk Wrocław · 29' Vuk Sotirović · 68' Tomasz Szewczuk | Stadion Piasta Gliwice Gliwice, Polska Widzów: 3500 |
|                   |                                           |        |                                                         |                                                     |

| 8 maja 2010 16:00 | Legia Warszawa | 0:30:1 | Wisła Kraków · 16', 47', 70' Paweł Brożek | Stadion Wojska Polskiego Warszawa, Widzów: 4500 |
|                   |                |        |                                           |                                                 |

| 8 maja 2010 17:00 | Zagłębie Lubin · Ilijan Micanski 1' · Fernando Dinis 76' | 2:11:0 | Odra Wodzisław Śląski · 47' (k) Aleksander Kwiek | Dialog Arena Lubin, Polska Widzów: 6127 |
|                   |                                                          |        |                                                  |                                         |

| 8 maja 2010 18:30 | Lech Poznań · Wojciech Skaba 7' (sam.) · Manuel Arboleda 21' · Robert Lewandowski 34' | 3:0 | Polonia Bytom | Stadion Miejski Poznań, Polska Widzów: 13300 |
|                   |                                                                                       |     |               |                                              |

| 8 maja 2010 19:15 | Korona Kielce · Artur Jędrzejczyk 58' | 1:00:0 | Lechia Gdańsk | Stadion Miejski Kielce, Polska Widzów: 9968 |
|                   |                                       |        |               |                                             |

### 29. kolejka (11 maja)
| 11 maja 2010 19:00 | Polonia Warszawa · Andreu Guerao Mayoral 24' | 1:0 | Legia Warszawa | Stadion Polonii Warszawa Warszawa, Polska Widzów: 5500 |
|                    |                                              |     |                |                                                        |

| 11 maja 2010 19:00 | Odra Wodzisław Śląski · Marcin Dymkowski 55' · Daniel Bueno 73' | 2:40:0 | Śląsk Wrocław · 62', 87' Sebastian Mila · 76', 84' Vuk Sotirović | Stadion Aleja Wodzisław Śląski Wodzisław Śląski, Polska Widzów: 4500 |
|                    |                                                                 |        |                                                                  |                                                                      |

| 11 maja 2010 19:00 | GKS Bełchatów · Dawid Nowak 32', 90' (k) | 2:11:1 | Lechia Gdańsk · 40' Marko Bajić | Stadion GKS Bełchatów, Polska Widzów: 1500 |
|                    |                                          |        |                                 |                                            |

| 11 maja 2010 19:00 | Zagłębie Lubin · Wojciech Kędziora 16' · Ilijan Micanski 85' | 2:21:0 | Korona Kielce · 58', 86' Maciej Tataj | Dialog Arena Lubin, Polska Widzów: 6215 |
|                    |                                                              |        |                                       |                                         |

| 11 maja 2010 19:00 | Ruch Chorzów · Michał Pulkowski 46' | 1:20:0 | Lech Poznań · 69' Robert Lewandowski · 90' Siergiej Kriwiec | Stadion Ruchu Chorzów, Polska Widzów: 10500 |
|                    |                                     |        |                                                             |                                             |

| 11 maja 2010 19:00 | Arka Gdynia · Wojciech Wilczyński 20' · Przemysław Trytko 86' | 2:11:0 | Piast Gliwice · 90' Kamil Glik | Widzów: 3500 |
|                    |                                                               |        |                                |              |

| 11 maja 2010 19:00 | Jagiellonia Białystok | 0:0 | Polonia Bytom | Stadion Miejski Białystok, Polska Widzów: 5000 |
|                    |                       |     |               |                                                |

| 11 maja 2010 18:30 | Cracovia · Mariusz Jop 90' (sam.) | 1:10:0 | Wisła Kraków · 79' Rafał Boguski | Stadion Suche Stawy Kraków, Polska Widzów: 5000 |
|                    |                                   |        |                                  |                                                 |

### 30. kolejka (15 maja)
| 15 maja 2010 17:00 | Polonia Bytom · Błażej Telichowski 31' | 1:0 | Polonia Warszawa | Stadion im. Edwarda Szymkowiaka Bytom, Polska Widzów: 4000 |
|                    |                                        |     |                  |                                                            |

| 15 maja 2010 17:00 | Wisła Kraków · Patryk Małecki 36' | 1:11:0 | Odra Wodzisław Śląski · 90' Daniel Bueno | Stadion Suche Stawy Kraków, Polska Widzów: 5200 |
|                    |                                   |        |                                          |                                                 |

| 15 maja 2010 17:00 | Lech Poznań · Wojciech Kędziora 23' (sam.) · Robert Lewandowski 58' | 2:01:0 | Zagłębie Lubin | Stadion Miejski Poznań, Polska Widzów: 13500 |
|                    |                                                                     |        |                |                                              |

| 15 maja 2010 17:00 | Lechia Gdańsk · Hubert Wołąkiewicz 21' (k) · Paweł Buzała 82' | 2:01:0 | Jagiellonia Białystok | Stadion MOSiR Gdańsk, Polska Widzów: 6500 |
|                    |                                                               |        |                       |                                           |

| 15 maja 2010 17:00 | Legia Warszawa · Maciej Iwański 20', 83' | 2:21:0 | GKS Bełchatów · 55' Zbigniew Zakrzewski · 81' Bartłomiej Bartosiak | Stadion Wojska Polskiego Warszawa, Widzów: 2000 |
|                    |                                          |        |                                                                    |                                                 |

| 15 maja 2010 17:00 | Śląsk Wrocław · Mariusz Pawelec 76' · Vuk Sotirović 83' | 2:10:1 | Arka Gdynia · 21' Joël Tshibamba | Stadion Oporowska Wrocław, Polska Widzów: 7000 |
|                    |                                                         |        |                                  |                                                |

| 15 maja 2010 17:00 | Piast Gliwice | 0:10:0 | Cracovia · 90' Bartosz Ślusarski | Stadion Piasta Gliwice Gliwice, Polska Widzów: 3500 |
|                    |               |        |                                  |                                                     |

| 15 maja 2010 17:00 | Korona Kielce · Maciej Tataj 33', 60' · Krzysztof Pilarz 69' (sam.) | 3:01:0 | Ruch Chorzów | Stadion Miejski Kielce, Polska Widzów: 10908 |
|                    |                                                                     |        |              |                                              |